# Shūsaku Arakawa
Shūsaku Arakawa (荒川 修作?, Arakawa Shūsaku; Nagoya, 6 luglio 1936 – Manhattan, 18 maggio 2010) è stato un artista e architetto giapponese.

## Biografia
Studia matematica e medicina all'Università di Tokyo, e frequenta la Musashino Art University.
Dal Giappone arriva a New York nel 1961 con 14 dollari in tasca, l'indirizzo di Marcel Duchamp e un'esperienza neodadaista che lo aveva costretto a lasciare il Giappone.  Inizia a produrre dipinti diagrammatici, disegni e altri lavori concettuali che implicano lettere, codici e segni che indagano i meccanismi della percezione umana.
Nel 1962, Arakawa incontra Madeline Gin che ben presto diventa sua moglie e insieme esplorano la mortalità attraverso "la creazione di edifici costruiti per fermare l'invecchiamento". Nel 1990 entrambi sviluppano la teoria dell’ “architettura procedurale” studiando come le loro teorie impattassero la vita dell’uomo. Per Asaka e Gins, la forma ideale di casa è quella che mette i suoi residenti in una "relazione perpetua con ciò che è circostante".
Esempi delle loro architetture sono: “The Reversible Destinty Lofts” a Mitaka, “Site of Reversible Destiny” a Yoro, e un lavoro permanente a Nagi MOCA (in Giappone) e  “Bioscleave House” una casa privata a Long Island che costò ad entrambi 2 milioni di dollari e otto anni di lavoro. 
Fondano la Reversible Destiny Foundation nel 2010, che fu fondamentale per i loro sviluppi filosofici e artistici, ma anche per supportare la ricerca nel campo dell'arte, dell'architettura e della scrittura. 
Arakawa lavorò con note istituzioni come: Metropolitan Museum of Art, New York; Museum of Modern Art, New York; Centre Georges Pompidou, Parigi; The National Museum of Art, Osaka; and the National Museum of Modern Art, Tokyo. Ha collaborato anche con numerose istituzioni private. 
In Italia la Galleria Milano espone le sue opere nel 1983 e successivamente nel 2005 nella mostra "Arakawa/Gins – Pittura, film, architettura". 
Ha rappresentato il Giappone alla Trentacinquesima Biennale di Venezia del 1970 ed ha partecipato anche a Documenta IV nel 1968 e Documenta VI nel 1977. 
Muore a 73 anni il 18 Maggio 2010 a Manhattan. 

## Libri di Arakawa e Gins
- Word Rain (Gins, 1969)
- The Mechanism of Meaning (Arakawa & Gins, 1971)
- Intend (Gins, 1973)
- What the President Will Say and Do (Gins, 1984)
- To Not to Die (Gins, 1987)
- Architecture: Sites of Reversible Destiny (Arakawa & Gins, 1994)
- Hellen Keller or Arakawa (Gins, 1994)
- Reversible Destiny (Arakawa & Gins, 1997)
- Architectural Body (Arakawa & Gins, 2002)
- Making Dying Illegal (Arakawa & Gins, 2006)

## Riconoscimenti[3]
- Awarded by the French Government: Chevalier des Arts et des Lettres (1986)
- John Simon Guggenheim Fellowship (1987-88)
- Belgian Critics’ Prize (1988-89)
- College Art Association’s Artist Award for Exhibition of the Year/Distinguished Body of Work, Presentation or Performance Award (1997)
- The highest award in the Rainbow Town Urban Design Competition goes to the Arakawa/Gins Chinju no Mori/Sensorium City (Tokyo Bay) (1998)
- Shiju Housho – Medal with Purple Ribbon (2003)
- Nihon Gendai Geijutsu Shinko Sho – Award for innovation in Japanese contemporary art from Japan Arts Foundation (2003)
- The Order of the Rising Sun, Gold Rays with Rosette (2010)